# 시스카 폴케르츠마
시스카 폴케르츠마(네덜란드어: Sisca Folkertsma, 1997년 5월 21일 ~ )는 네덜란드의 여자 축구 선수이다. 포지션은 공격수이며, 현재 에레디비시 프라우언의 FC 트벤터 프라우언 소속으로 뛰고 있다.